# Quiz上的偶像
Quiz上的偶像（韓語：퀴즈 위의 아이돌）是韓國KBS2播出的一檔問答遊戲娛樂類綜藝節目，由鄭亨敦、張聖圭共同主持，每集都會邀請K-pop偶像嘉賓參與演出，後因鄭亨敦焦慮恐慌症最近再次變得嚴重，決定暫時中斷所有演藝活動，第19集起將由高耀太金鍾旼暫時擔任臨時MC。

## 概況

### 鄭亨敦因病中斷主持
2020年11月5日，FNC娛樂方面表示鄭亨敦因焦慮恐慌症最近再次變得嚴重，決定暫時中斷所有演藝活動。 6日，製作組表示，第19集起將由高耀太金鍾旼暫時代替鄭亨敦擔任臨時MC。

## 播出時間
| 播出頻道 | 播出日期                | 播出時間     | 備註           |
| -------- | ----------------------- | ------------ | -------------- |
| KBS2     | 2020年7月20日至9月28日  | 星期一 20:30 | 第1集至第11集  |
| KBS2     | 2020年10月10日至12月5日 | 星期六 11:30 | 第12集至第20集 |

## 節目成員
| 主持          | 主持             | 主持          | 主持           |
| 姓名          | 職業             | 生日          | 出演集數       |
| ------------- | ---------------- | ------------- | -------------- |
| 張聖圭 （장성규）   | 主持人、主播     | 1983年4月21日 | 第1集至第20集  |
| 金鍾旼 （김종민）   | 歌手，高耀太成員 | 1979年9月24日 | 第19集至第20集 |
| 鄭亨敦 （정형돈）   | 主持人、搞笑藝人 | 1978年3月15日 | 第1集至第18集  |
| 前輩偶像      |                  |               |                |
| 固定嘉賓      |                  |               |                |
| 康男 （）     | 歌手             | 1987年3月23日 | 第7集至第20集  |
| Nichkhun （닉쿤） | 歌手，2PM成員    | 1988年6月24日 | 第7集至第20集  |
| 金鍾旼 （김종민）   | 歌手，高耀太成員 | 1979年9月24日 | 第7集至第18集  |
| 尹普美 （윤보미）   | 歌手，Apink成員  | 1993年8月13日 | 第7集至第14集  |
| 特別嘉賓      |                  |               |                |
| 仁誠 （）     | 歌手，SF9成員    | 1993年7月12日 | 第15至16集     |
| 宥斌 （）     | 歌手             | 1988年10月4日 | 第17至20集     |
| Andy （앤디）     | 歌手，神話成員   | 1981年1月21日 | 第19至20集     |

## 播出列表

### 2020年
| 集數 | 放送日期 | 嘉賓                                                          | 嘉賓                                                               | 結果及備註                       |
| 集數 | 放送日期 | 張聖圭帶領                                                    | 鄭亨敦帶領                                                         | 結果及備註                       |
| ---- | -------- | ------------------------------------------------------------- | ------------------------------------------------------------------ | -------------------------------- |
| 1    | 7月20日  | Good Boys SEVENTEEN （Joshua、Jun 、Hoshi、DK）               | 桃園結義 SEVENTEEN （The 8、勝寬、Vernon、Dino）                   | Good Boys勝出 （350：210）       |
| 2    | 7月27日  | PentaB BTOB（恩光、Peniel）、 PENTAGON（Yuto、Kino）          | Cube Girl CLC（Sorn、睿恩）、 (G)I-DLE（穗珍、雨琦）               | 平手 （150：150）                |
| 3    | 8月3日   | Stray Kids （方燦、 Lee Know、 鉉辰、Felix）                  | THE BOYZ （JACOB、柱延、KEVIN、NEW）                               | Stray Kids勝出 （180：80）       |
| 4    | 8月10日  | Oh My Girl （效定、Mimi、勝熙、Binnie）                       | GFRIEND （Yerin、 Eunha、 Yuju、Umji）                             | Oh My Girl勝出 （130：80）       |
| 5    | 8月17日  | 恩地隊 Apink（鄭恩地、金南珠）、 Weeekly（受珍、Jihan）       | 普美隊 Apink（尹普美、吳夏榮）、 VICTON（崔秉燦、鄭秀彬）          | 普美隊勝出 （250：250）          |
| 6    | 8月24日  | APRIL （采媛、娜恩、Rachel、真率）                            | Lovelyz （美珠、Kei、洙正、叡仁）                                  | APRIL勝出 （180：120）           |
| 7    | 8月31日  | Monsta X （SHOWNU、民赫、基賢、 周憲）                        | Whitening（前輩偶像）                                              | Monsta X勝出 （100：50）         |
| 8    | 9月7日   | Red Dragon（前輩偶像）                                        | SF9 （仁誠、在允、輝映、澯熙）                                     | Red Dragon勝出 （120：20）       |
| 9    | 9月14日  | Andy & Teen Top 神話（Andy）、 TEEN TOP（Niel、Ricky、創造）  | 前輩偶像                                                           | Andy & Teen Top勝出 （120：100） |
| 10   | 9月21日  | 前輩偶像                                                      | Pink Solo團 HOTSHOT（河成雲）、鄭世雲、 UP10TION（李鎭赫、金宇碩） | 前輩偶像勝出 （50：40）          |
| 11   | 9月28日  | 前輩偶像                                                      | Trot偶像 朴玄彬、柳志光、盧志勳、ROMEO（尹性）                     | Trot偶像勝出 （80：100）         |
| 12   | 10月10日 | 播音偶像 趙優鍾、金日中、李智愛、吳靜姸                       | 前輩偶像                                                           | 前輩偶像勝出 （50：70）          |
| 13   | 10月17日 | 清純偶像 高耀太（申智）、宥斌、 EXID（率智）、Apink（金南珠） | 前輩偶像                                                           | 清純偶像勝出 （60：40）          |
| 14   | 10月24日 | 前輩偶像                                                      | AB6IX                                                              | AB6IX勝出 (50:60)                |
| 15   | 10月31日 | 前輩偶像                                                      | IZ*ONE （宮脇咲良、崔叡娜、安俞真、張員瑛）                        | IZ*ONE勝出 (20:40)               |
| 16   | 11月7日  | 前輩偶像                                                      | TWICE （Momo、 Sana、多賢、子瑜）                                  | 前輩偶像勝出 （50：30）          |
| 17   | 11月14日 | MAMAMOO                                                       | 前輩偶像                                                           | MAMAMOO勝出 （110：0）           |
| 18   | 11月21日 | 前輩偶像                                                      | NCT （道英、廷祐、楷燦、辰樂）                                     | 前輩偶像勝出 （80：60）          |
| 集數 | 放送日期 | 張聖圭帶領                                                    | 金鍾旼帶領                                                         | 結果及備註                       |
| 19   | 11月28日 | 前輩偶像                                                      | 後輩偶像 Weki Meki（磪有情、金度延）、 fromis_9（張圭悧、盧知宣）  | 後輩偶像勝出 （40：120）         |
| 20   | 12月5日  | 前輩偶像                                                      | GOT7 （Jackson、珍榮、BamBam、有謙）                               | 前輩偶像勝出 （80：30）          |

## 收視率
以下紀錄《Quiz上的Idol》節目之全國收視，紅色表示為該年度最高收視率，藍色則表示為該季度最低收視率。

### 2020年
| 集數 | 播出日期 | AGB收視率 |
| ---- | -------- | --------- |
| 1    | 7月20日  | 1.6%      |
| 2    | 7月27日  | 1.3%      |
| 3    | 8月3日   | 0.9%      |
| 4    | 8月10日  | 1.7%      |
| 5    | 8月17日  | 1.3%      |
| 6    | 8月24日  | 1.4%      |
| 7    | 8月31日  | 1.1%      |
| 8    | 9月7日   | 2.0%      |
| 9    | 9月14日  | 1.4%      |
| 10   | 9月21日  | 1.6%      |
| 11   | 9月28日  | 2.0%      |
| 12   | 10月10日 | 1.4%      |
| 13   | 10月17日 | 1.2%      |
| 14   | 10月24日 | 1.3%      |
| 15   | 10月31日 | 1.2%      |
| 16   | 11月7日  | 1.2%      |
| 17   | 11月14日 | 1.2%      |
| 18   | 11月21日 | 1.1%      |
| 19   | 11月28日 | 1.4％     |
| 20   | 12月5日  | 1.2％     |

## 備註
1. ↑  因恐慌症病情加劇，18集開始暫停節目主持，由金鍾旼暫時接替主持一職
2. ↑  平手，猜拳決定勝出隊伍

## 外部資料
- 官方网站
- Quiz上的偶像的Instagram帳戶
- Quiz上的偶像的X（前Twitter）
- Quiz上的偶像的Naver TV帳户